# Jacinta Parejo de Crespo
Jacinta Parejo de Crespo   (Parapara, 16 d'agost de 1845 - Caracas, 16 d'abril de 1914), coneguda també com a Misia Jacinta, va ser primera dama de Veneçuela durant dos períodes presidencials, arran del seu matrimoni amb el president Joaquín Crespo. Se la coneix per haver estat la primera dona involucrada activament en tasques polítiques, i fins i tot atendre funcions presidencials amb la vènia del seu espòs.

## Biografia
Va ser filla de Juan Parejo i Maria Josefa Parejo. Va contraure primeres núpcies amb el general Saturnino Silva quan tenia setze anys, el 8 d'agost de 1861. Després de la mort del seu espòs en batalla va conèixer al general Joaquín Crespo, tot això durant la Guerra Federal. Es van casar el 18 de setembre de 1864 i van tenir deu fills: Joaquim, Tito, Pere, Carles, Gonzalo, Estatio, Inés, Columba, Ana Jacinta, Aminta.
Activitat
Crespo, que era partidari de la causa liberal del general Antonio Guzmán Blanco, va ascendir a la presidència en dues oportunitats. Primer entre 1884 i 1886, després entre 1892 i 1898. Anteriorment, Guzmán el va designar com a president de l'estat Guzmán Blanc, també va ser diputat i senador.

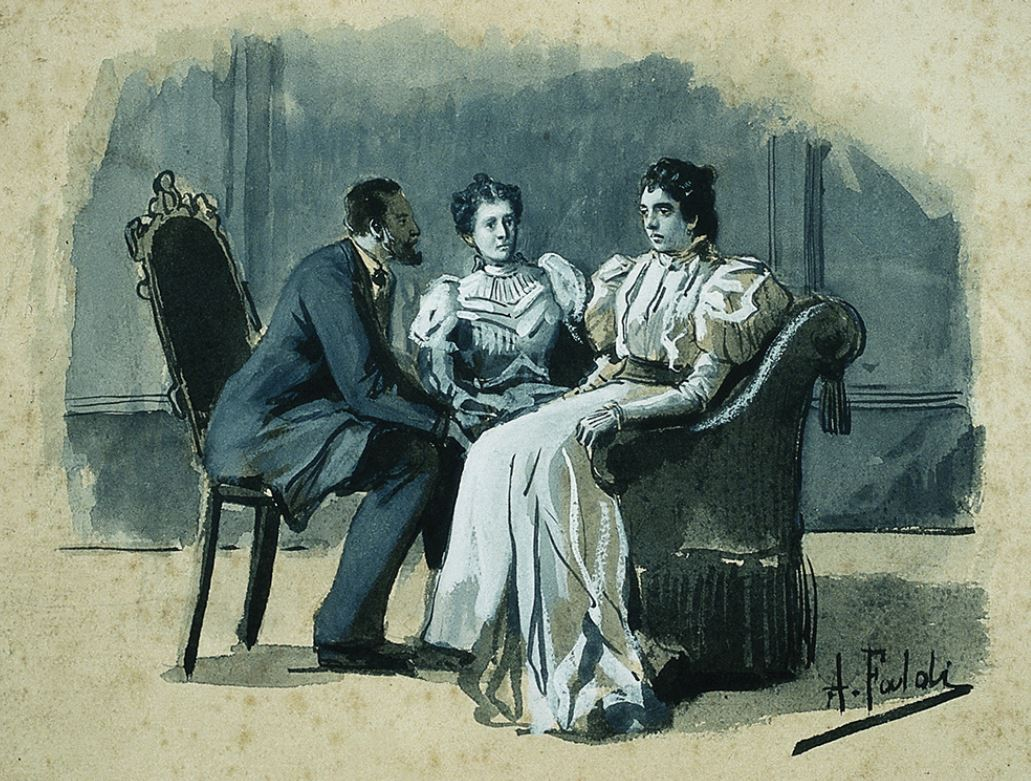
Dibuix que representa Jacinta Parejo a l'hora de rebre de Joan Pietri el condol per la mort del seu espòs, el general Joaquín Crespo.

Després de ser triat al Congrés va ser designat president per primera vegada, durant dos anys. Després, Crespo i la seva dona van haver de fugir a l'illa de Trinitat arran de l'elecció de Joan Pau Rojas Paúl com a president. Des de l'exili va conspirar contra el govern, va envair el país, va caure pres i va ser indultat. Després d'aquests successos, la parella es va retirar a la seva hisenda en l'estat Guárico denominada "El Totumo". Un temps després van fugir al Perú.
Després de la presidència de Rojas Paúl, Raimundo Andueza Palau va assumir el càrrec que posteriorment intentaria mantenir més enllà del que està permès. Aquesta situació va impulsar a Crespo a alçar-se contra el govern en la Revolució Legalista. Durant aquesta revolta, Jacinta Parejo de Crespo va tenir un paper important en l'organització de reunions clandestines, buscava aliances i enviava correspondència secreta als soldats. Crespo va vèncer i va prendre el poder durant quatre anys el 1892.
Parejo de Crespo, en el seu rol de Primera Dama, solia atendre les funcions del seu espòs assistint a reunions o fent seguiment a projectes presidencials, a més solia intercedir pels presos.
L'anterior Primera Dama va haver d'afrontar la mort del seu espòs el 16 d'abril de 1898, que va sortir en defensa del president electe, Ignacio Andrade. El candidat perdedor, José Manuel Hernández, s'enfronti a Crespo en la hisenda "La Mata Carmelera", on aquest últim és assassinat per un franctirador.
Palau de Miraflores
Durant els seus anys al govern, Crespo va acumular gran fortuna i propietats que després de la seva mort Jacinta va haver de reclamar i defensar. Una de les demandes a les quals va haver de fer front va ser pels deutes en la construcció del Palau de Miraflores. Aquest recinte va ser concebut per Crespo durant la seva primera presidència com la residència que habitarien la seva dona i fills. Fins i tot després de deixar el poder, estant a l'exili, la parella va continuar contractant constructors que atenguessin l'obra amb ferrers, fusters i artesans. A més d'haver estat coneguda com "La Trilla", hisenda sobre la qual es va construir el recinte, la residència presidencial rep el sobrenom popular de "La Casa de Misia Jacinta", per haver estat dissenyada perquè l'habités Jacinta Parejo com a esposa del president, tot i que mai i va arribar a viure.